# Décès en 1442
Décès
- 1438
- 1439
- 1440
- 1441
- 1442
- 1443
- 1444
- 1445
- 1446

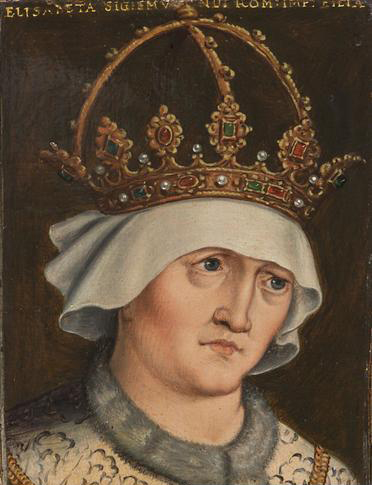
Élisabeth de Luxembourg, morte en 1442.

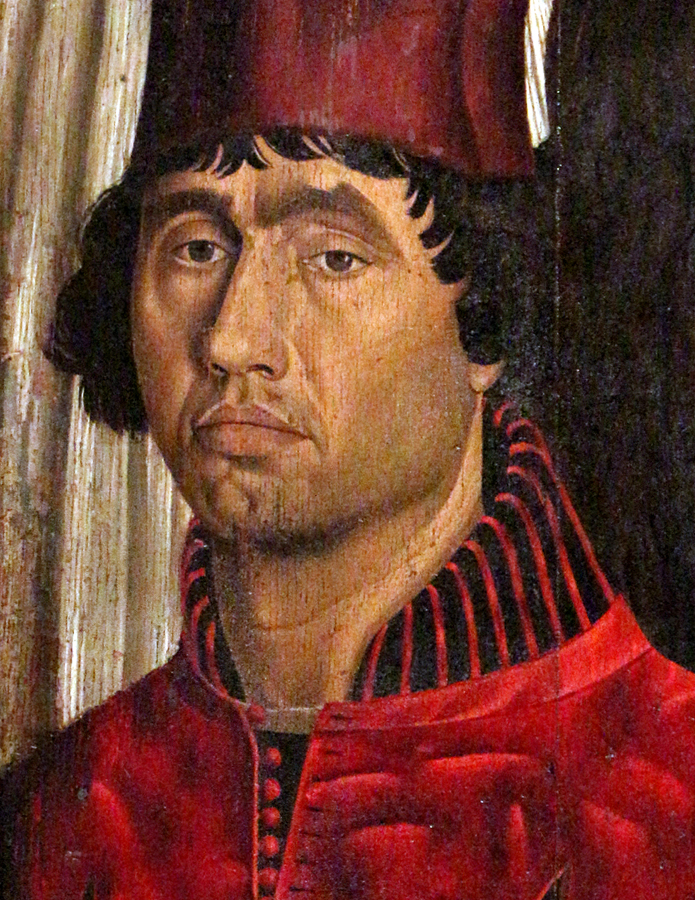
Jean de Portugal, mort en 1442.

Cette page dresse une liste de personnalités mortes au cours de l'année 1442  :
- janvier : Minyekyawswa, neuvième souverain du royaume d'Ava, en Haute-Birmanie.
- 2 février : Marguerite de Bourgogne[1], dauphine de France.
- 23 février : Johannes von Gmunden, mathématicien et astronome autrichien.
- 18 mars : György Lépes, prévôt de Transylvanie puis évêque de Transylvanie.
- 28 avril : François de Challant, noble valdôtain appartenant à la maison de Challant, premier comte de Challant.
- 3 mai : Englebert Ier de Nassau-Dillenbourg, comte de Nassau-Dillenbourg et comte de Vianden.
- août : Hugues de Lusignan, cardinal grec.
- 28 août : Lê Thái Tông, empereur du Đại Việt.
- 29 août : Jean V, ou Jean le Sage, duc de Bretagne et comte de Montfort.
- 31 août : Arnold Gheyloven, moine augustin, canoniste, membre des Frères de la vie commune, mort au prieuré de Groenendael dans le duché de Brabant.
- 5 septembre : Renaud de Fontaines, évêque de Soissons.
- 18 octobre : Jean de Portugal, infant de Portugal, troisième connétable de Portugal, dixième maître de l'Ordre Militaire de Saint Jacques, seigneur de Colares et Belas.
- 14 novembre : Yolande d'Aragon, ou Jolantha de Aragon, duchesse d'Anjou, comtesse du Maine et de Provence, reine de Naples et de Jérusalem titulaire et dame de Guise.
- décembre : Pierre Cauchon, évêque de Beauvais, surtout connu pour avoir été l'ordonnateur du procès de Jeanne d'Arc à Rouen.
- 19 décembre : Élisabeth de Luxembourg, reine consort de Germanie, de Hongrie et de Bohème.
- 28 décembre : Catherine de Brunswick-Lunebourg, membre de la maison de Brunswick-Lunebourg, héritière des Welf et par son mariage électrice de Saxe.

- Ahmad al-Maqrîzî, historien Égyptien (né en 1364), auteur des Khitat, compilations de données historiques et géographiques relatives à l’Égypte, à la Nubie et à l’Éthiopie.
- Rinaldo degli Albizzi, homme politique florentin du Quattrocento.
- Jean de Saint-Avit, évêque d'Avranches.
- Ahmed Shah, sultan bahmani du Gujarat de la dynastie Muzaffaride.

## Crédit d'auteurs
- Cet article est partiellement ou en totalité issu de l'article intitulé « 1442 » (voir la liste des auteurs).